# Mark 46 (torped)
Mark 46 är en ubåtsjakttorped som tillverkades för USA:s flotta och som även har exporterats till ett flertal länder. Mark 46 är den första amerikanska torpeden som drivs av en värmemaskin vilket ger den 50% högre fart och dubbelt så lång räckvidd som föregångaren Mark 44, något som är nödvändigt för att hinna upp och träffa även snabba atomubåtar.
Mark 46 kan avfyras från torpedtuber eller fällas från luften. I det senare fallet är torpeden försedd med en fallskärm. Torpeden används även som verkansdel i CAPTOR-minor och i ubåtsjaktrobotar som Ikara och ASROC.
Mark 46 började användas 1965 och har sedan dess moderniserats i flera omgångar. Den senaste modellen (mod 5A) infördes i tjänst i september 1996.